# Udu

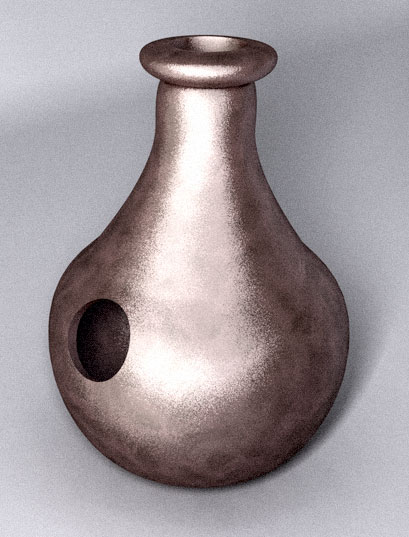
Udu

L’udu est un instrument de musique à percussion idiophone du Nigeria en forme de jarre (c'est la signification du mot en langue igbo). C'est un cousin du ghatam de l’Inde.

## Facture
Il est façonné en terre cuite au tour ou par coulage, mais traditionnellement en colombin avec une ouverture classique en haut du goulot resserré, mais aussi une petite ouverture sur le côté. Il a en moyenne 40 cm de long pour 20 cm de diamètre.

## Jeu
On le fait résonner en le frappant du plat de la main (la basse est obtenue sur la bouche principale), des phalanges ou du bout des doigts. Son bruit évoque le son de l'eau.
Le groupe Myriagon utilise cet instrument sur certaines de leurs compositions, comme par exemple sur l'intro du morceau Primal.